# 王用 (唐朝)
王用（?—?），字師柔，沂州臨沂（今山东省臨沂市）人，唐朝政治人物，莊憲皇后的兄弟，唐宪宗的舅舅。

## 生平
年轻时随父亲一起征討，官至金紫光禄大夫、檢校衛尉卿，生下唐顺宗的莊憲皇后，在外孙登基前去世。唐顺宗内禅传位给唐宪宗，元和元年（806年），唐憲宗褒赠母后的先代，赠王用的曾祖父王思敬為司徒，王難得为太尉，王子顏为太師。只有王用活着获封。王用的兄弟王重荣，官至福王傅。王用历任太子宾客、太子詹事。太子詹事在任三月，封太原郡公，掌管廄苑。官至檢校左散騎常侍，兼右金吾卫大將軍。謙虚無過。死后，追贈工部尚書。

## 家族
祖父王難得，唐朝将领。父王子顏。